# Europäische Gesellschaft Diaphania
Die Europäische Gesellschaft "Diaphania" ist seit 2002/2003 informell und seit 2004 formell als gemeinnützig anerkannter Verein mit Sitz in Stuttgart im kulturellen und sozialen Bereich aktiv. Ein Schwerpunkt der Aktivitäten liegt in der Förderung des Gedankens der Integration und der Völkerverständigung. Ein weiterer Schwerpunkt der Arbeit ist die Förderung der Akzeptanz für Menschen mit Behinderungen.
Unterstützer und Partner des Vereins sind
das Mönchsee-Gymnasium Heilbronn, der DGB Nordwürttemberg, die Landeszentrale für politische Bildung Baden-Württemberg (LpB)

## Organisation
Die Europäische Gesellschaft „diaphania“ ist eine unabhängige Organisation. Den Vorsitz haben Evangelos Goros sowie die Stellvertreter Stefanie Schenk und Wim Buesink.
Die Ehrenvorsitzende des Vereins ist Carmen Würt, Schrift- und Kassenführerin ist Dorothee Utta.
Ziel des Vereins ist es,
- sich für die Völkerverständigung insbesondere zwischen den europäischen Ländern einzusetzen.
- insbesondere europäische Kunst und Kultur im Wirkungsbereich des Vereins zu fördern.
- sich für Frieden, Menschlichkeit und Toleranz einzusetzen.
- Menschen mit Behinderung zu unterstützen.
- sich für die Integration von Menschen mit unterschiedlichen kulturellen Hintergründen zu engagieren.

## Projekte und Veranstaltungen
Seit 2003 hat der Verein unter anderem in Stuttgart, Brüssel, Straßburg, Berlin, Heilbronn, Schwäbisch Hall und Künzelsau 49 kleinere und größere Veranstaltungen durchgeführt, darunter das jährlich stattfindende Internationale Neujahrsfest Heilbronn. Im Rahmen des Literaturforums fanden in der Stuttgarter, Heilbronner und Schwäbisch Haller Lesereihe 23 Veranstaltungen statt. Im Rahmen der Unterstützung künstlerischer Arbeit wurden 10 Ausstellungen und Projektschauen organisiert, darunter im Europäischen Parlament in Straßburg und im Ausschuss der Regionen in Brüssel.
Die Estia Agios Nikolaos in Galaxidi, Griechenland wird mit Spendenaktionen und Info-Veranstaltungen unterstützt und gefördert.

## Der Integrationspreis Heilbronn
Der Integrationspreis Heilbronn wird jährlich im Rahmen des Heilbronner Internationalen Neujahrsfestes verliehen.
Preisträger
Hermann Künast (Ingelfingen), Eleni Telikoglou (Künzelsau), Konstantinos Makris (Griechenland), Rachel Dror (Stuttgart), Mönchsee-Gymnasium Heilbronn, AK Ausländische Mitbürger Öhringen e. V., Kultur- und Wohltätigkeitsverein türkischer Frauen (Heilbronn), Kurt und Doris Eisenmeier (Fulda), Novi Most, Europa-Union Heilbronn, Burundihilfe Gundelsheim, Forum der Kulturen Stuttgart, Christian Schwarz-Schilling, Avital Toren, Hans Müller, Evelyne Gebhardt MdEP, Ivan Saric, Werner Winter, Klaus Staeck, Lilo Klug, Aiman Mazyek, Die Behindertensportabteilung des FSV -  Friedrichshaller Sportverein.
Laudatoren für die Pokalüberreichung zum Integrationspreis
Andreas Meyer, Harald Friese, Hannes Swoboda, Harry Mergel, Helmut Himmelsbach, Rukiye Tasdogan, Michael Wieck, Josip Juratovic, Roswitha Graber, Bernhard Löffler, Carmen Würth, Manfred Urban, Gerhardt Harriehausen, Karl-Henning Seemann, Christian Storr, Volker Lenz, Timo Frey, Silke Ortwein.